# 小仙子

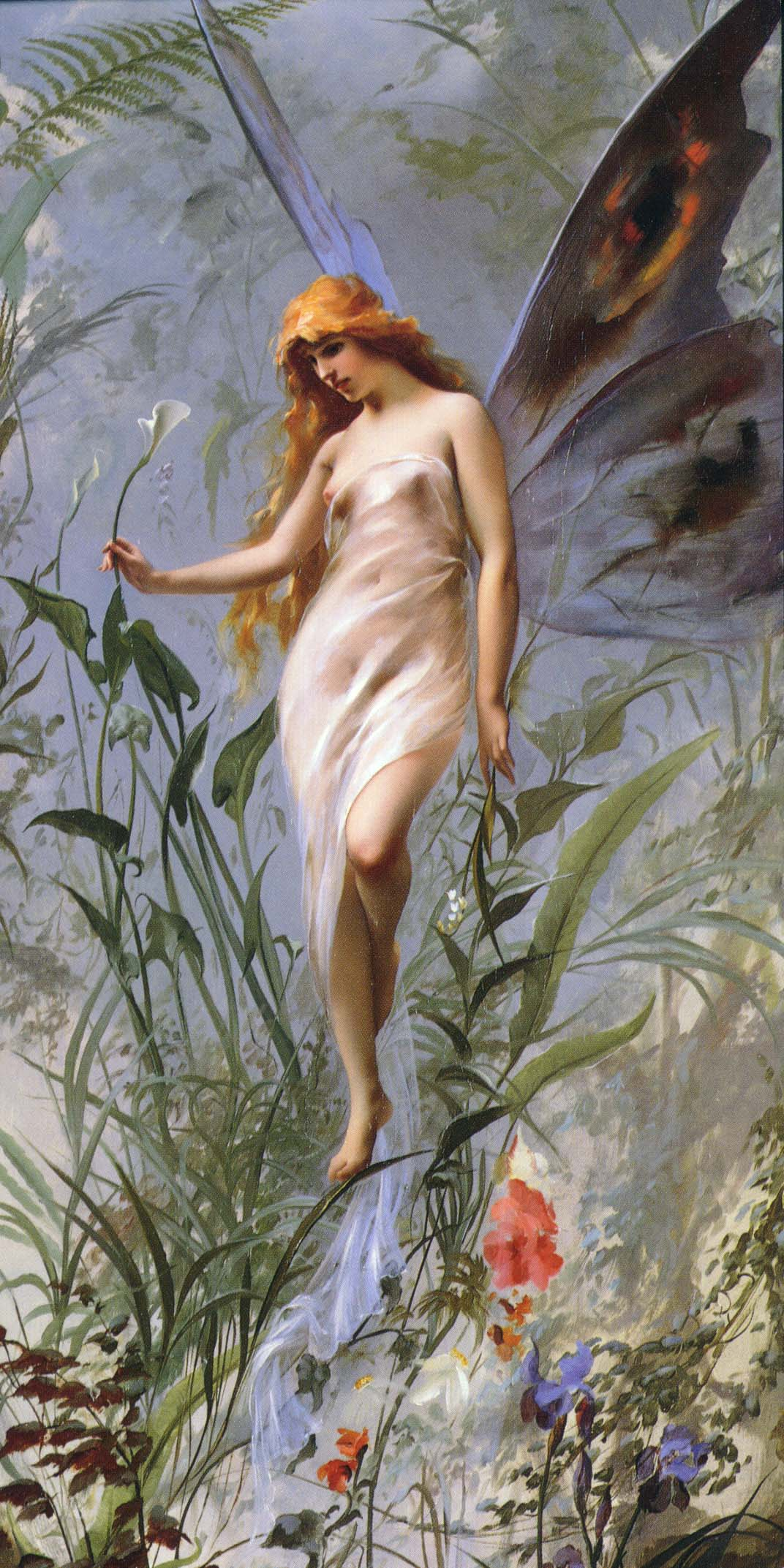
Luis Ricardo Falero於1888年的繪畫

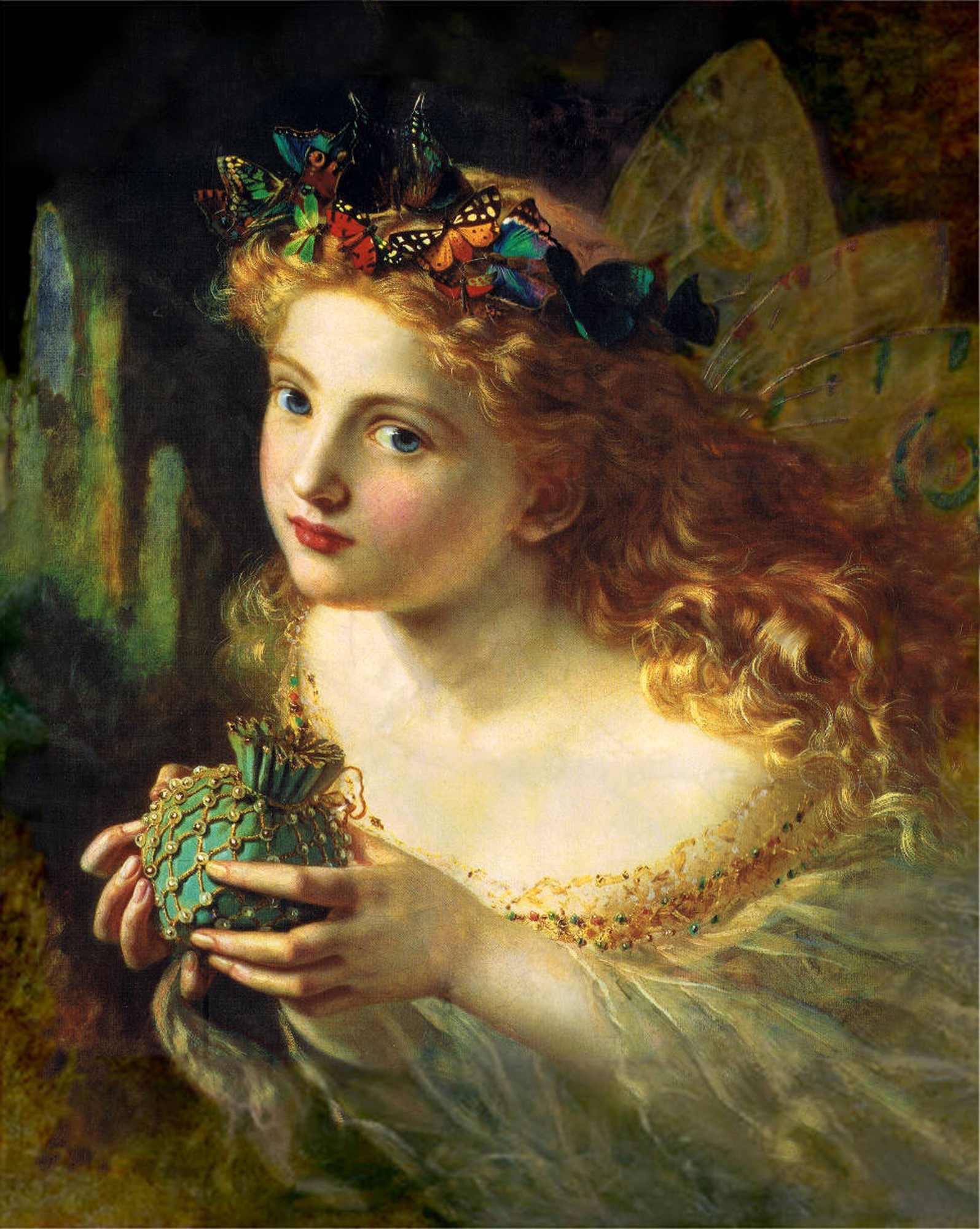
Sophie Gengembre Anderson的繪畫《Take the Fair Face of Woman》又名《The Fairy Queen》

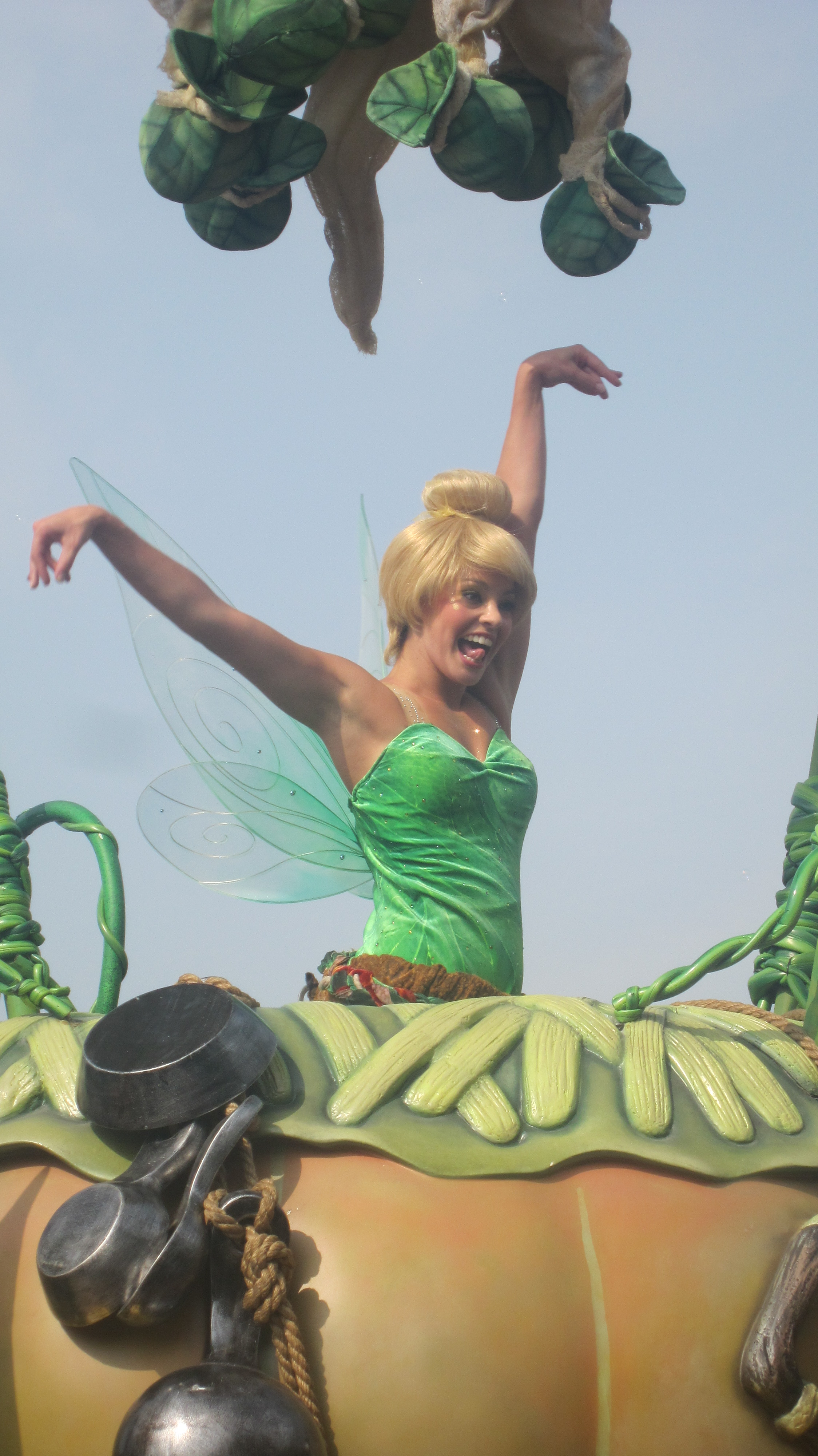
迪士尼樂園中歡樂雀躍的小仙子

小仙子（fairy）是一種傳說中的存在，源自爱尔兰和英格兰等地的传说，一般是巴掌大的小妖精，背后有如昆虫的翅膀。性格有些善良活泼，有些喜欢恶作剧。在创作里经常会被赋予一些任务，包括陪在主角身边扮演重要角色。最初形象是类似于调换儿（changeling），那种会带走刚出生婴儿的存在。
（fairy）一词通常也代指欧洲大多数妖精，语源是拉丁语的（fatum）有命运、宿命和死亡等涵义。在日本的妖精学权威井村君江在其作品《妖精学大全》，提到中世纪的法文单词“fay(妖精、仙女)”源自（fatum），到现代英语（fairy）就有“fay施下的魔法”之意。
通常被描述為擬人化和女性化，非常美麗，能夠為新生兒提供禮物，能夠在空中飛行，施展咒語並影響未來。 對仙女的看法因文化和地區等而異：鬼魂（或幽靈）、墮天使、元素精靈或甚至人類，微小或巨大，都與自然力量和平行世界的概念密切相關。 Befana、白夫人、人魚、寧芙、摩根勒菲、湖中妖女和各種各樣的女性生物都可以被視為“仙女”。
源於流行的信仰和古代神話，受凱爾特民間傳說和故事以及古代神靈啟發的文學。 他們扮演著各種各樣的角色。 雖然有些仙女幫助、治癒、引導人們或為他們提供魔法武器，但其他仙女最出名的是他們的“詭計”，他們習慣繞圈跳舞和綁架人類，尤其是新生的人類嬰兒。 他們被賦予魔法能力，偽裝自己並改變他們周圍事物的外觀。
從十二世紀開始，兩個代表之仙女形像在西歐文學中脫穎而出：仙女教母和仙女情人。 眾所周知，在中世紀文學中，隨著文藝復興的到來，仙女從故事中消失，在莎士比亞的《仲夏夜之夢》中以新的形式重新出現，以及其他改變了它們的大小、外觀和象徵意義的故事。 盎格魯撒克遜小仙女在維多利亞時代流行起來，尤其是以繪畫形式表現。 在凱爾特文化地區、冰島和整個斯堪的納維亞半島，仙女仍然是流行信仰不可或缺的一部分，民間傳說在這些地方普及了對仙女採取的預防措施。 他們仍然為德國、法國和瓦隆方言（參看瓦隆語）的民間傳說所熟知，儘管這種信仰在20世紀已基本消退。 人們總是聲稱看到仙女，與他們交流並尋求他們的幫助；在英格蘭，花仙子事件引發了一場關於她們是否存在的長期爭論。
仙女現在是奇幻文學和電影中不可或缺的角色，這在一定程度上要歸功於在美國廣泛傳播仙女的華特迪士尼公司，以及像Dark Crystal這樣的電影。 它們引起許多研究者之關注，如Katharine Mary Briggs，以及Cicely Mary Barker、Brian Froud和艾倫·李等插畫家，還有在法國重新發現相關民間傳說的精靈研究者Pierre Dubois等民俗研究者的興趣。
英文之「fairy」有時也能作為對精靈、矮人、地精和哥布林等各種外形接近人或具有超自然力量的生物總稱。在這樣的情況下，「fairy」就會被翻譯成精靈。